# مارك أنتوني
اسمه الحقيقي ماركو أنتونيو مونيز المعروف باسمه الفني مارك أنتوني (بالإسبانية: Marc Anthony)  ولد في السادس عشر من سبتمبر عام 1968، وهو مطرب، وممثل، وملحن ومؤلف أغنيات.

## حياته
ولد مارك أنتوني لأبوين من بورتو ريكو في حي سبانيش هارلم في مدينة نيويورك، وقاما بإطلاق اسم «ماركو أنتونيو» عليه خلفاً لمطرب مكسيكي مشهور بنفس الاسم، ولهذا قام بتغيير اسمه لاحقاً إلى «مارك أنتوني» تفادياً اختلاط اسمه بالمطرب المكسيسكي !
ورث مارك أنتوني حب الموسيقى عن والده «فيليبي مونيز» الذي كان يعمل بالموسيقى أيضاً، حتى تم اكتشاف موهبته الغنائية عندما كان يبلغ من العمر 12 عاماً على يد «ديفيد هاريس» منتج الاعلانات.

## مشواره الفني
بدأ مشوار مارك أنتوني الفني بعد ذلك بعدة سنين حيث كان يقوم بالغناء في نوادي نيويورك للموسيقي الراقصة، وكان عندها يغني باللغة الإنجليزية فقط.
في عام 1991 قام مارك أنتوني بالتعاون مع [Little Loui Vega] حيث قاما بإطلاق ألبومWhen the night is over والذي يحتوى على أغنايات راقصة باللغة الإنجليزية.
في العام التالي قام Tito Puente بدعوة مارك أنتوني ليفتتح له حفله الغنائي في ماديسون سكوير جاردن بمناسبة إطلاق «تيتو» لألبومه المائة.
وبينما لم يكن في طموح مارك أنتوني أن يغنى بالغة الأسبانية فإن كل ذلك تغير عندما استمع لأغنية باسم Hasta que te conoci للمطرب [Juan Gabriel] فقد تأثر بهذه الأغنية لدرجة أنه طلب من مدير أعماله السماح له بأن يقوم بتسجيل تلك الأغنية بتوزيع الصالصا Salsa. وبالفعل نجح في عام 1993 في إطلاق أول ألبوم له Otra Nota والذي جعله من أهم مطربي موسيقى الصالص في التسعينات. ثم توالت بعد ذلك إصدارات مارك أنتوني ففي عام 1995 قام بإطلاق ثاني ألبوم صالصا له تحت اسم Todo a su tiempo وفي عام 1997 أطلق البوم Contra la Corriente والذي حصل بسببه على جائزة الجرامي Grammy.
بالرغم من نجاحاته الباهرة في عالم موسيقى الصالصا فإنه ظل بالأحرى مجهولا في الوسط الغنائي الأمريكي حتى قام في عام 1999 بإطلاق أول ألبوم بوب له باللغة الأنجليزية والذي حقق نجاحاً باهراً، فاستمر لمدة 11 أسبوعاً في قائمة بيلبورد لأفضل 10 أغنيات.
ومن ثم استمرت نجاحات مارك أنتوني الباهرة من خلال اصداره لالبومات أخرى تنوعت ما بين الصالصا والبوب سواء باللغة الأنجليزية أو الأسبانية.
ولكن نجاحات مارك أنتوني لا تقتصر فقط على مجال الموسيقى، فهو ممثل أيضاً، حيث شارك كبار ممثلي هوليوود مثل: دينزيل واشنطون، ونيكولاس كيج، وتويني شلهوب في عدة أفلام مثل: Man on Fire و Bringing out the Dead و Big Night إلخ...
كما شارك في مسرحية The Capemanوالتي تم عرضها على مسرح برودواى في نيويورك. كما سيصدر له فيلماً جديداً من المنتظر عرضه في صيف 2007 عن حياة رائد موسيقى الصالصا في نيويورك Hecotr Lavoe بالاشتراك مع زوجته Jennifer Lopez.
كل تلك النجاحات كانت السبب في إدراج اسم مارك أنتوني في قائمة مجلة نيويورك لأكثر عشرة نيويوركيين تأثيراً وحصوله على لقب أكثر مطرب صالصا مبيعاً في التاريخ من موسوعة جينيس للأرقام القياسيسة.

## إصداراته الموسيقية
- When The Night Is Over - 1991
- Otra Nota - 1993 (صلصة (موسيقى))
  - 01. Palabras Del Alma
  - 02. Si Tu No Te Fueras
  - 03. Hasta Que Te Conocí
  - 04. El Ultimo Beso
  - 05. Make It With You
  - 06. Necesito Amarte
  - 07. Juego O Amor?
  - 08. Si He De Morir
- Todo A Su Tiempo - 1995 (صلصة (موسيقى))
  - 01. Se Me Sigue Olvidando
  - 02. Te Conozco Bien
  - 03. Hasta Ayer
  - 04. Nadie Como Ella
  - 05. Te Amare
  - 06. Llegaste A Mi
  - 07. Y Sigue Siendo Tu
  - 08. Por Amar Se Da Todo
  - 09. Vieja Mesa
- Contra La Corriente - 1997 (صلصة (موسيقى))
  - 01. Y Hubo Alguien
  - 02. Contra La Corriente
  - 03. Si Te Vas
  - 04. Me Voy a Regalar
  - 05. No Me Conoces
  - 06. No Sabes Como Duele
  - 07. La Luna Sobre Nuestro Amor
  - 08. Suceden
  - 09. Un Mal Sueno
- Desde un Principio - 1999 (صلصة (موسيقى))
- Marc Anthony - 1999 (بوب)
  - 01. When I Dream At Night
  - 02. Am I The Only One
  - 03. I Need To Know
  - 04. You Sang To Me
  - 05. My Baby You
  - 06. No One
  - 07. How Could I
  - 08. That's Okay
  - 09. Don't Let Me Leave
  - 10. Remember Me
  - 11. She's Been Good To Me
  - 12. Love Is All
  - 13. Dimelo
  - 14. Como Ella Me Quiere A Mi
  - 15. Da La Vuelta
  - 16. Muy Dentro De Mi
- Libre - 2001 (صلصة (موسيقى))
  - 01. Celos
  - 02. Este Loco Que Te Mira
  - 03. Viviendo
  - 04. Hasta Que Vuelvas Conmigo
  - 05. Barco A La Deriva
  - 06. De Que Depende
  - 07. Yo Te Quiero
  - 08. Amor Aventurero
  - 09. Caminare
- Mended - 2002 (بوب)
  - 01. Love Won't Get Any Better
  - 02. She Mends Me
  - 03. I've Got You
  - 04. I Need You
  - 05. Tragedy
  - 06. I Reach For You
  - 07. I Swear
  - 08. Don't Tell Me It's Love
  - 09. Do You Believe In Loneliness
  - 10. Give Me A Reason
  - 11. I Wanna Be Free
  - 12. Everything You Do
  - 13. Te Tengo Aqui
  - 14. Me Haces Falta
  - 15. Tragedia
- Amar Sin Mentiras - 2004 (بوب)
  - 01. Ahora Quien
  - 02. Escapemonos (duet with جينيفر لوبيز)
  - 03. Se Esfuma Tu Amor
  - 04. Valió la pena
  - 05. Tu Amor Me Hace Bien
  - 06. Tan Solo Palabras
  - 07. Volando Entre Tus Brazos
  - 08. Nada Personal
  - 09. Amar Sin Mentiras
  - 10. Amigo
- Valió La Pena - 2004 (صلصة (موسيقى))
  - 01. Valió La Pena
  - 02. Escapemonos (duet with جينيفر لوبيز)
  - 03. Ahora Quien
  - 04. Tu Amor Me Hace Bien
  - 05. Volando Entre Tus Brazos
  - 06. Amigo
  - 07. Se Esfuma Tu Amor
  - 08. Lamento Borincano
- Sigo Siendo Yo 2006(The Hits) -
  - 01. Dímelo
  - 02. No Me Ames
  - 03. Da La Vuelta
  - 04. Muy Dentro De Mí
  - 05. Tragedia
  - 06. Barco A La Deriva
  - 07. Ahora Quien
  - 08. Valió La Pena
  - 09. Se Esfuma Tu Amor
  - 10. Tu Amor Me Hace Bien
  - 11. Lamento Borincano
  - 12. Lo Que No Di
  - 13. Que Precio Tiene El Cielo

## أفلامه
1. East side Story
2. Natural Causes
3. Carlito's Way
4. Big Night
5. Hackers
6. The Subsitute
7. Bringing out the Dead
8. In the time of the Butterflies
9. Man on fire
10. El Cantante

## وصلات خارجية
- مارك أنتوني على موقع IMDb (الإنجليزية)
- مارك أنتوني على موقع روتن توميتوز (الإنجليزية)
- مارك أنتوني على موقع ألو سيني (الفرنسية)
- مارك أنتوني على موقع ميوزك برينز (الإنجليزية)
- مارك أنتوني على موقع أول موفي (الإنجليزية)
- مارك أنتوني على موقع قاعدة بيانات برودواي على الإنترنت (الإنجليزية)
- مارك أنتوني على موقع قاعدة بيانات الأفلام السويدية (السويدية)
- مارك أنتوني على موقع إن إن دي بي (الإنجليزية)
- مارك أنتوني على موقع أول ميوزيك (الإنجليزية)
- مارك أنتوني على موقع ديسكوغز (الإنجليزية)
- ترجمة كلمات اغاني مارك أنتوني من مدبلج